# 44.ª reunião de cúpula do G7
A 44.ª Cúpula dos Países Desenvolvidos (português brasileiro) ou 44.ª Cimeira dos Países Desenvolvidos (português europeu) ocorreu entre 8 e 9 de junho de 2018, na cidade de La Malbaie, Québec, sendo esta a sexta reunião de cúpula do grupo realizada no Canadá. 
Em março de 2014, o Grupo dos Sete (G7) — composto por líderes de Canadá, Estados Unidos, França, Alemanha, Itália, Japão e Reino Unido — declarou que não seria possível uma discussão integral com a Federação Russa no contexto multilateral da organização por conta dos empecilhos diplomáticos gerados após a Crise da Crimeia. Desde então, as reuniões de cúpula têm sido realizadas sob o contexto do G7. No primeiro dia do evento, os Estados Unidos anunciaram seu apoio ao restabelecimento da Rússia na organização, a proposta foi endossada pela Itália no dia seguinte. O presidente estadunidense Donald Trump também incentivou o grupo a reconhecer a Crimeia como parte da Rússia, assinalando que a Ucrânia seria "um dos países mais corruptos". 
A cimeira foi considerada inusitada pela imprensa especializada por conta da explícita depreciação das relações diplomáticas do G7 com os Estados Unidos. Consequentemente, o evento foi alcunhado "G6+1" pela França e setores da imprensa, destacando o "isolamento dos Estados Unidos" nas negociações principais dos eventos recentes.

## Antecedentes e temas
Em maio de 2017, o Primeiro-ministro canadense Justin Trudeau afirmou que pretendia "demonstrar suas prioridades domésticas e internacionais: para fortalecer a classe média, avançar a igualdade de gênero, combater as mudanças climáticas e promover o respeito à inclusão e diversidade". 
Em junho de 2017, Peter Boehm foi nomeado como Vice-ministro para a Cúpula do G7 e representante pessoal do Primeiro-ministro após atuar como emissário do governo canadense na organização desde 2012. 
Em dezembro de 2017, Trudeau apresentou o logotipo da cimeira e anunciou os cinco temas-chave que o país anfitrião promoveria nos debates e negociações durante o evento:
1. Investir no crescimento que sirva a todos
2. Preparar para empregos do futuro
3. Avançar nas questões de empoderamento das mulheres e igualdade de gênero
4. Cooperar nas mudanças climáticas e oceânicas e energia limpa
5. Construir um planeta seguro e pacífico

## Participantes

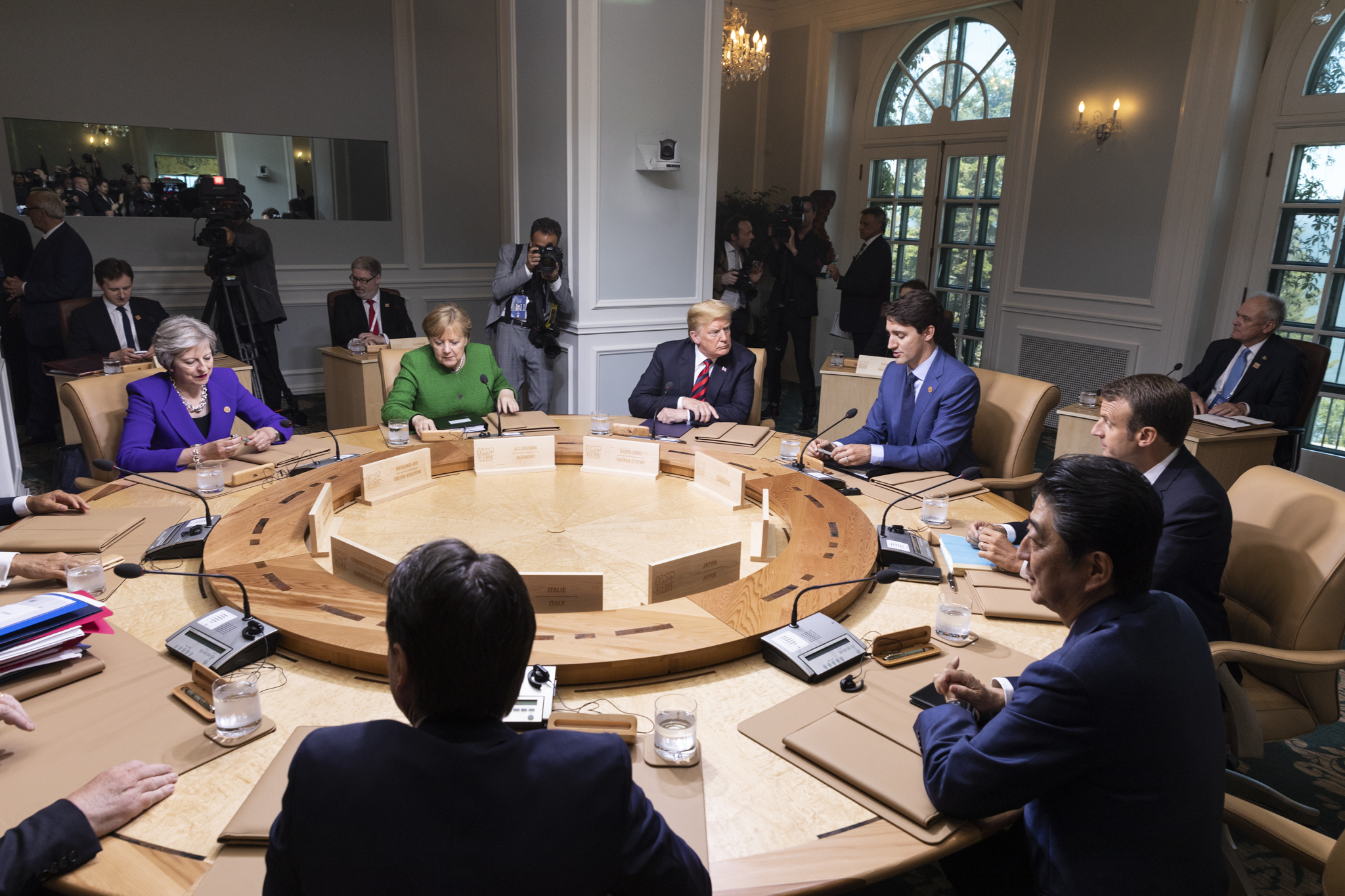
Líderes do G7 durante a 44.ª reunião do grupo, 2018.

A 44.ª reunião de cúpula contou com a participação dos líderes dos sete Estados-membros do G7, além de representantes da União Europeia. O Presidente da Comissão Europeia têm sido um membro-convidado em todas as cimeiras desde 1981. O evento marcou a primeira participação do Primeiro-ministro italiano Giuseppe Conte. 
| Membros permanentes País anfitrião e líder estão indicados em negrito. |                |                     |                                 |
| Membro                                                                 | Membro         | Representado por    | Título                          |
| Alemanha                                                               | Alemanha       | Angela Merkel       | Chanceler                       |
| Canadá                                                                 | Canadá         | Justin Trudeau      | Primeiro-ministro               |
| Estados Unidos                                                         | Estados Unidos | Donald Trump        | Presidente                      |
| França                                                                 | França         | Emmanuel Macron     | Presidente                      |
| Itália                                                                 | Itália         | Giuseppe Conte      | Primeiro-ministro               |
| Japão                                                                  | Japão          | Shinzō Abe          | Primeiro-ministro               |
| Reino Unido                                                            | Reino Unido    | Theresa May         | Primeiro-ministro               |
|                                                                        |                |                     |                                 |
| União Europeia                                                         | União Europeia | Jean-Claude Juncker | Presidente da Comissão Europeia |
| União Europeia                                                         | União Europeia | Donald Tusk         | Presidente do Conselho Europeu  |
| Delegações Convidadas                                                  |                |                     |                                 |
| Argentina                                                              | Argentina      | Mauricio Macri      | Presidente                      |
| Bangladesh                                                             | Bangladesh     | Sheikh Hasina       | Primeira-ministra               |
| Haiti                                                                  | Haiti          | Jovenel Moïse       | Presidente                      |
| Jamaica                                                                | Jamaica        | Andrew Holness      | Primeiro-ministro               |
| Quénia                                                                 | Quênia         | Uhuru Kenyatta      | Presidente                      |
| Ilhas Marshall                                                         | Ilhas Marshall | Hilda Heine         | Presidente                      |
| Noruega                                                                | Noruega        | Erna Solberg        | Primeira-ministra               |
| Ruanda                                                                 | Ruanda         | Paul Kagame         | Presidente                      |
| Senegal                                                                | Senegal        | Macky Sall          | Presidente                      |
| Seicheles                                                              | Seychelles     | Danny Faure         | Presidente                      |
| África do Sul                                                          | África do Sul  | Cyril Ramaphosa     | Presidente                      |
| Vietname                                                               | Vietnã         | Nguyễn Xuân Phúc    | Primeiro-ministro               |

## Controvérsias
O evento foi alcunhado de "G6+1" pelo governo da França e comentaristas políticos em decorrência das recentes posições diplomáticas e econômicas assumidas pelos Estados Unidos no cenário mundial, que incluem: a saída do Acordo de Paris, saída do Plano de Ação Conjunto Global, as "tarifas Trump" e as disputas comerciais com Canadá e França.
Trump também provocou polêmica ao aparentemente desafiar o Primeiro-ministro Shinzo Abe afirmando que enviaria 2 milhões de mexicanos ao Japão. "Vocês não sofrem deste problema, mas eu poderia enviá-los 2 milhões de mexicanas e estariam desesperados em segundos", afirmou o presidente estadunidense na ocasião. 
A delegação norte-americana encerrou rapidamente sua participação na cimeira por conta da Cúpula com a Coreia do Norte. Em 9 de junho, Donald Trump anunciou ter instruído seus representantes a não apoiar nenhum decisão tomada pelo G7 e criticou as afirmações de Justin Trudeau, chamando-o de "fraco e desonesto". As declarações foram fortalecidas por Peter Navarro, porta-voz da Casa Branca, segundo o qual Trudeau merecia "um lugar especial no inferno".